# Het is klaar
Het is klaar is een lied van de Nederlandse zangeres Anouk. Het werd in 2018 als single uitgebracht en stond in hetzelfde jaar als zevende track op het album Wen d'r maar aan.

## Achtergrond
Het is klaar is geschreven door  Anouk Teeuwe en Martin Gjerstad en geproduceerd door Teeuwe, Gjerstad en Tore Johansson. Het is een lied uit de genres nederpop en softrock. In het lied zingt de zangeres over een ex en dat zij niet meer met hem om wil gaan. Het is onbekend welke ex van Anouk in het nummer beschreven wordt, maar de zangeres zelf gaf aan dat het niet specifiek over een man ging. Ze zei dat ze wel inspiratie had gehaald uit haar eigen ervaringen. Het is de tweede single van het album Wen d'r maar aan; Lente was de eerste. Het nummer werd bij radiozender NPO Radio 2 uitgeroepen tot NPO Radio 2 TopSong.

## Hitnoteringen
De zangeres had weinig succes met het lied in Nederland. Het had geen notering in de Single Top 100 en ook de Top 40 werd niet bereikt; het lied bleef steken op de zesde plaats van de Tipparade.